# Ризький замок
Ри́зький за́мок (латис. Rīgas pils) — замок на березі річки Даугави у місті Рига. З часу спорудження у 1330 році неодноразово перебудовувався. Від 1922, з перервою між 1940-1995 роками, є резиденцією президента Латвії і осередком Латвійського національного історичного музею.

## Історія

### Середньовіччя
Будівництво замку на березі Даугави було розпочате в 1330 році. До того часу Рига вже стала багатим містом, її феодальний володар — ризький єпископ — в середині XIII століття був зведений в сан архієпископа. Однак панувати в Ризі хотів і Орден мечоносців, який в 1237 році після важкої поразки під Сауле об'єднався з Тевтонським орденом і став його гілкою під назвою Лівонського ордену. Його метою було завоювання східної Балтії і підпорядкування її католицькій церкві та німецьким феодалам. Домігшись панування над більшою частиною Лівонії, орден хотів поширити свою владу і на Ригу, тому з кінця XIII століття між Ригою та орденом почалася гостра міжусобна боротьба.
В 1330 році орденське військо, отримавши підкріплення від Тевтонського ордена, взяло місто в облогу з усіх сторін. Ризькі лучники не допускали супротивника близько до міського фортечного муру, проте голод змусив рижан здатися. Їм довелося поступитися ордену частиною міських укріплень з Пісочної та Святодухівської башт, а також великою ділянкою землі по інший бік укріплень, де знаходилися міські пасовища і городи. На березі Даугави, на місці колишнього госпіталю Святого Духа, почалося будівництво нового орденського замку. Споруджувати його довелося самим рижанам, винним у зруйнуванні старого замку. Місце для будівництва було вибране дуже вдало, адже звідси було легко тримати під контролем судна, які заходили з моря в Даугаву.
В день сонцестояння 1330 року магістр ордену заклав перший камінь у фундамент майбутнього замку. Лише через два десятиліття будівництво закінчилося, і замок прийняв своїх мешканців. У двох протилежних кутах замку височіли дві круглі вежі: з боку Даугави — Святодухівська, що збереглася ще від старих міських укріплень і увійшла до комплексу будівель нового замку; а на протилежному боці — Свинцева вежа. Широкий рів, що захищав замок, можна було перейти лише через підйомний міст.
Ворожнеча між орденом і містом з часом не вщухала, тому магістр переніс свою резиденцію в Цесіс. У 1481 році збройна боротьба спалахнула з новою силою. Орденська гармата «Лев» обстрілювала місто, а гармата рижан — «Ворон» — Свинцеву вежу. У бою городяни поранили орденського воєначальника — ландмаршала, і він ледве уникнув полону. 1484 року рижани взяли в облогу замок щільним кільцем. Залишившись без хліба та солі, виснажені голодом і хворобами, захисники замку були змушені скласти зброю.

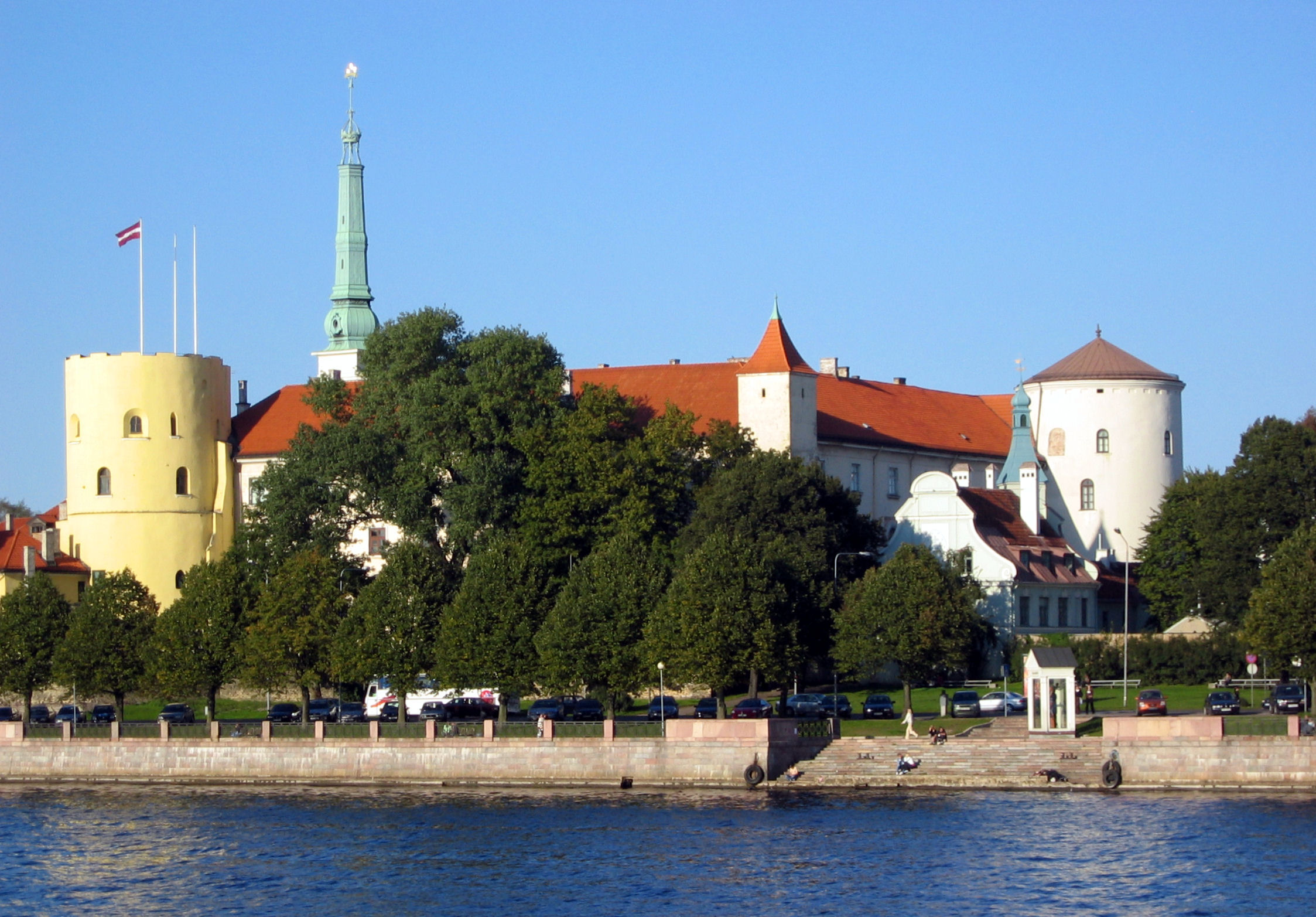
Вигдяд на замок з боку Двіни (Даугави)

Другий орденський замок спіткала така ж сама. На третій день після капітуляції глашатай закликав всіх жителів міста, незалежно від віку, німців та латиші, допомогти зруйнувати цю фортецю. Два місяці рижани люто ламали її стіни та башти. Цегла підбирала міська біднота, а більші камені в подальшому знайшли застосування як корабельний баласт. У 1491 році орден, оговтавшись від удару, в свою чергу взяв в облогу Ригу. Місто, будучи не в силах чинити опір, капітулювало. У березні цього ж року члени магістрату були змушені прийняти умови миру. Рижанам довелося повернути все орденське майно і трофеї, захоплені в ході військових дій, а також збудувати новий орденський замок. Ландмаршал ордену, а згодом і його магістр Вальтер фон Плеттенберг, зажадав, щоб замок збудували за 6 років і щоб він був ще міцнішим, ніж попередній.
Відновлювальні роботи продовжилися аж до 1515 року. Новий замок не поступався за величиною найбільшим церквам Риги. За планом це була чотирикутна будівля з вежею в кожному кутку і мощеним двором посередині. Від попереднього замку рижани зберегли тільки вежу Святого Духа, яку видно з боку річки, що служила маяком для мореплавців, і частину фортечного муру для оборони міста. Вапнякові стіни підвального поверху, що збереглися ще з XIV століття, мали трьохметрову товщину і в разі небезпеки могли забезпечити надійний захист не тільки людям, а й худобі. Тут зберігалися запаси продовольства й пороху.
На другому поверсі розташовувалася резиденція магістра. Ця частина будівлі, що виконувала репрезентативні функції, була виконана з найбільшою розкішшю. Приміщення досягали тут семиметрової висоти і мали або хрестові, або витонченіші зірчасті чи сітчасті склепіння. Третій поверх був повністю пристосований для оборони. В його стінах знаходилися амбразури, через які можна було стріляти з гармат. Така фортеця була здатна протистояти будь-якому натиску. Біля Святодухівських воріт був встановлений горельєф із зображенням Святої Марії — патронеси ордену та магістра В. Плеттенберга. Згодом поруч з ним був встановлений ще один горельєф, який зображав самого магістра.
У XVI столітті відбулися події, що спричинили за собою глибокі зміни в долі як Риги, так і самого замку. В ході Лівонської війни армія Івана Грозного здобула перемогу над військами Лівонського ордену, Ризького архієпископства та єпископства Курляндії. Лівонський орден перестав існувати, після чого замок було покинуто. На початку XVII століття рижани думали про знесення застарілої будівлі, але в 1606 році польський король все ж вирішив його залишити і відремонтувати. Коштів на це не вистачило, однак замок зберігся.

### Новий час
Найбільший, оброблений з найбільшою розкішшю і добре укріплений світський будинок Риги, тривалий час служив резиденцією то польських, то шведських правителів, а з кінця XVIII століття — і російського генерал-губернатора. Кожен новий господар вносив якісь зміни, розбудовував замок на свій смак, внаслідок чого поступово змінювався його первісний вигляд.
У 1621 році Ригу захопили шведи, внаслідок чого почалися грандіозні перебудови — Рига, як центр шведських колоній Балтії, повинна була мати відповідні укріплення. Зводились нові вали, було збудовано Цитадель, внаслідок чого Ризький замок втратив значення укріплення. Відтоді тут розміщувалась шведська колоніальна адміністрація. Оскільки замок більше не сприймався як фортеця, його з різних боків було оточено іншими будовами. Фортеця «обросла» військовими складами (понині старі орденські укріплення знаходяться у внутрішній частині замку, а зовні видно лише дуже висунуті вперед вежі). Крім того, було прилаштоване ціле крило — нинішня президентська резиденція (за шведів — стайні). На другому поверсі розташовувалися досить скромні адміністративні приміщення.

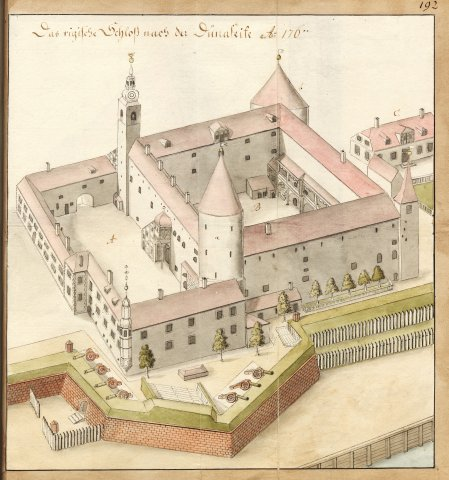
Ризький замок у XVIII столітті

На початку XVIII століття територія Латвії відійшла до Росії, однак перебудови в замку почалися лише в 1783 році, оскільки адміністративні реформи Катерини II вимагали приміщень для чиновників. Звернені у бік Двірцевої площі шведські військові склади знесли і замість них побудували чотириповерховий адміністративний корпус. Однак нинішнього президентського крила замку перебудова не торкнулася і там залишилися стайні. Було обладнано репрезентаційне приміщення Ліфляндського генерал-губернатора, а також знесені всі сусідні дерев'яні будинки, внаслідок чого перед замком утворилася простора площа. В такому вигляді замок мав гідно уособлювати владу великодержавної Росії.
Будівництво репрезентаційних приміщень у колишніх стайнях почалося лише в 1818 році за наказом генерал-губернатора Ліфляндії маркіза Філіпа Паулуччі. Він зауважив, що царям Павлу I та Олександру I, що проїжджали через Ригу, був не до вподоби «спартанський дух» фортеці. Тому маркіз наказав перебудувати крило колишніх стаєнь і звести новий третій поверх. На ньому було збудовано велику залу для балів — Імператорський зал, кімнату для відпочинку царя та царський кабінет. На вежі Святого Духа знесли конусоподібний дах і влаштували там обсерваторію, адже в той час вважалось модним підтримувати науки. Суперечити наказам генерал-губернатора ніхто не став, тому всі вимоги були виконані з точністю. Волюнтаристські перебудови не брали до уваги те, що фундамент цього крила був зроблений з розрахунку зведення стайні, а не триповерхового палацу. Крім того, раніше там розташовувався рів, тобто будова стояла на хиткому ґрунті, що до середини століття зумовило до тріщини.
У 1860 році генерал-губернатор Балтії князь Олександр Суворов-Римніцький провів капітальний ремонт Імператорського залу і додатково звів широкі гранітні сходи, адже раніше доводилося підніматися незручними середньовічними гвинтовими сходами у башті. Таким чином були виправлені помилки попередників.

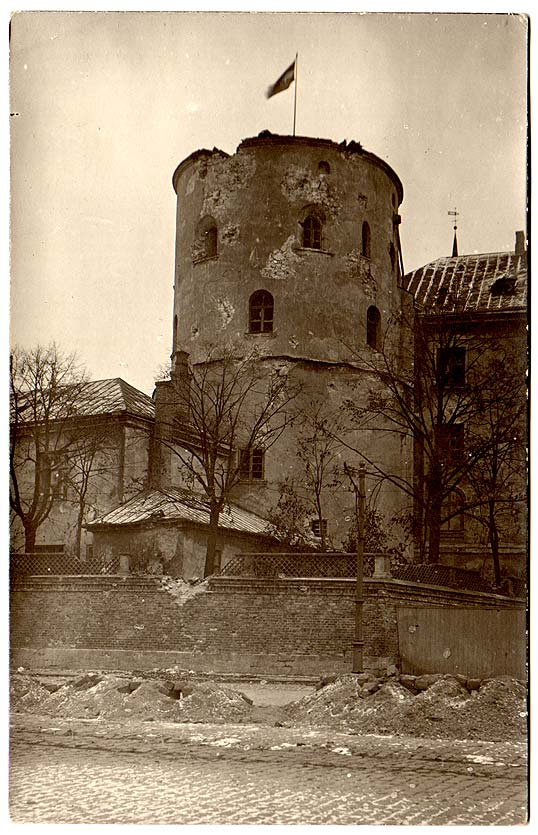
Ризький замок після Першої світової війни

Поруч із замком після 1783 року було розпочато будівництво міської Замкової площі. 10 жовтня 1814 року на честь перемоги Росії над Наполеоном в центрі площі було закладено камінь для зведення першого монументального пам'ятника в Ризі — колони Перемоги. А 15 вересня 1817 тут була встановлена колона з фінського граніту, увінчана фігурою богині Перемоги, що стоїть на кулі. Постамент колони, оточений вісьмома камінними стовпами і кованою металевою огорожею, прикрашали бронзові орли з гірляндами квітів, написи латинською та російською мовами, а також двоголовий орел — символ російського самодержавства, та герб Риги. Висота пам'ятника становила 14,8 м; його архітектором став Джакомо Кваренгі, автор Смольного і Тріумфальних воріт у Петербурзі. В 1936 році колону було демонтовано.

### Новітня доба
Резиденцією можновладців Ризький замок був і в період незалежної Латвії. В цей період інтер'єр замку також піддавався перебудовам. У передзамковому корпусі було створено нові репрезентативні зали для потреб уряду, був обладнаний і так званий Червоний зал. У 1950-х роках у Ризькому замку були проведені реставраційні роботи, частково реконструйовано Свинцеву вежу, Білий та Червоний зали.
У 1938 році Ризький замок став резиденцією Президента Латвійської Республіки. З 1940 до лютого 1941 року в замку перебувала Латвійська Рада народних комісарів, а в лютому 1941 року в північній його частині відкрився Палац піонерів.

## Сучасність

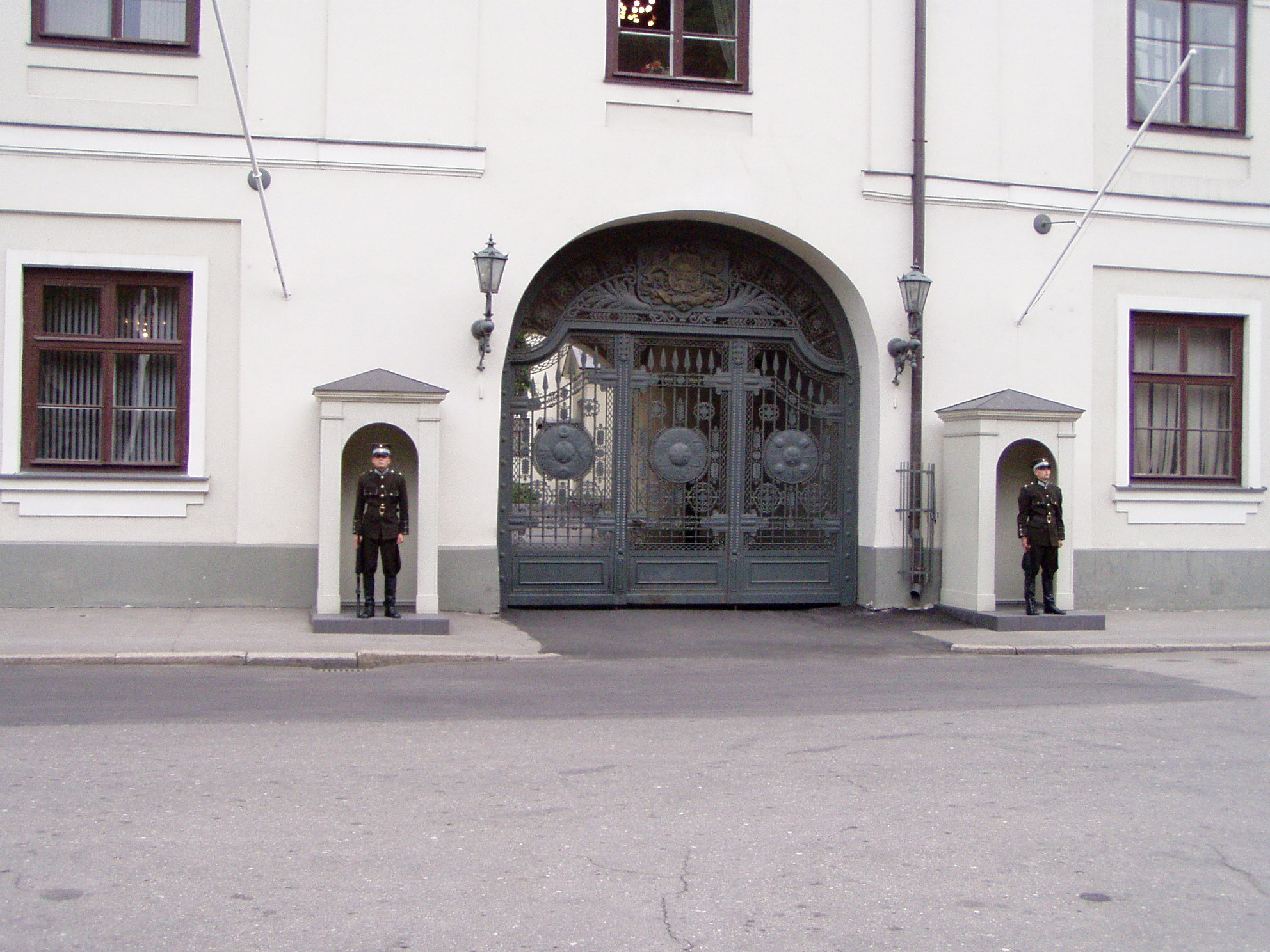
Вхід до президентської резиденції

На даний момент у південній частині палацу розташовані музей закордонного мистецтва, музей літератури та історії мистецтва ім. Райніса та музей Історії Латвії. Найбільшу представницьку частину замку займають приміщення президента Латвії та її канцелярія. Над Святодухівською вежею майорить державний прапор, а коли президент перебуває в замку, то і президентський штандарт.
Щоб не дати найважливішій культурно-історичній пам'ятці латвійської столиці остаточно зруйнуватись, влада в рамках програми «Спадщина-2018», затвердженої в 2005 році, збирається провести його реконструкцію. Витратити на це передбачається 25 млн. латів. Перший етап реставрації палацу завершився в 2010 році. За цей час було проведено археологічні дослідження та розроблено технічні завдання. Витрати на це склали близько 160 тис. латів.